# Robert Paul (patinador)
Robert Paul (Toronto, Ontario; 2 de junio de 1937) es un patinador artístico sobre hielo canadiense retirado, cuatro veces campeón mundial en la modalidad de parejas junto a la patinadora Barbara Wagner, entre los años 1957 y 1960.
Robert Paul también participó en los Juegos Olímpicos de Squaw Valley 1960 donde obtuvo medalla de oro, en la misma modalidad.